# 1944 (singolo)
1944 è un singolo della cantante ucraina Jamala, pubblicato il 12 febbraio 2016 come primo estratto dal quarto album in studio omonimo.
Il brano è stato selezionato per rappresentare l'Ucraina all'Eurovision Song Contest 2016, classificandosi al 1º posto nella finale dell'evento e portando all'Ucraina la seconda vittoria alla manifestazione musicale.

## Descrizione
Il brano è stato scritto e composto dalla stessa cantante con l'aiuto di Art Antonyan per il testo, in lingua inglese e in lingua tatara di Crimea. Nella melodia è presente il duduk, un tipico strumento a fiato armeno suonato da Aram Kostanyan, e lo stile mugham, tipico invece della tradizione musicale azera.

### Testo
Come suggerisce il titolo, il testo parla della deportazione dei tatari di Crimea, operata negli anni 1940 per volere di Iosif Stalin come rappresaglia per il presunto collaborazionismo con la Germania nazista. Jamala ha affermato di essersi ispirata alla storia della bisnonna Nazylchan, fuggita all'età di 25 anni dalla deportazione con i suoi quattro figli, una dei quali è morta durante il viaggio.
Durante una conferenza stampa, in seguito alla vittoria all'Eurovision Song Contest 2016, la cantante ha detto: "Mentre mi stavo preparando per la performance, ho ascoltato i brani della colonna sonora di Schindler's List, e ho sperato che la mia canzone potesse avere lo stesso potere".
Il ritornello proviene dalla canzone popolare tatara Ey güzel Qırım.
They come to your house

They kill you all

And say

We’re not guilty

Not guilty»
Arrivano a casa tua

Uccidono tutti

E dicono

Non siamo colpevoli

Non colpevoli»
Inoltre secondo l'interprete la canzone può anche porsi come parallelo tra la deportazione attuata in periodo sovietico e l'annessione della Crimea alla Federazione russa del 2014, il cui riconoscimento internazionale è limitato.

## All'Eurovision Song Contest
A gennaio 2016 è stato annunciato che Jamala sarebbe stata una dei 18 partecipanti al processo di selezione nazionale ucraino per l'Eurovision Song Contest 2016. Ha cantato 1944 nella prima semifinale del 6 febbraio 2016, dove ha vinto il voto della giuria e del pubblico. Nella finale del 20 febbraio si è piazzata prima nel televoto e seconda nel voto della giuria, ottenendo 11 punti in totale, finendo in pareggio con la band The Hardkiss e la loro canzone Helpless, primi nel voto della giuria e secondi nel televoto. Jamala è stata proclamata vincitrice per via della regola secondo la quale la scelta del pubblico ha la precedenza su quella della giuria. Jamala ha ottenuto il 37,77% di oltre 382.000 televoti, e rappresenterà di diritto l'Ucraina all'Eurovision con la prima canzone nella storia del contest a contenere parti in lingua tatara di Crimea.
Per promuovere la sua canzone Jamala si è esibita ad Amsterdam il 9 aprile 2016 durante l'evento Eurovision in Concert. All'Eurovision Jamala ha cantato 1944 per quattordicesima nella seconda semifinale, dopo la performance danese e prima di quella norvegese, che si è tenuta il 12 maggio a Stoccolma. I voti del pubblico e della giuria le hanno garantito un posto nella serata finale del 14 maggio, dove ha cantato per ventunesima su 26 partecipanti, dopo l'esibizione lettone e prima di quella maltese.
Il 15 maggio 2016 è stato reso noto che Jamala è arrivata seconda nella semifinale, dietro all'Australia, ottenendo 287 punti. Nella finale, Jamala è arrivata seconda all'Australia nel voto dell giuria con 211 punti e seconda nel televoto, ottenendo 323 punti, dietro alla Russia. Sommando i voti secondo il nuovo metodo di votazione, Jamala ha ottenuto 534 punti, 23 in più rispetto all'Australia, divenendo la vincitrice dell'Eurovision Song Contest 2016. Questa è la seconda vittoria per l'Ucraina in seguito a Wild Dances di Ruslana Lyžyčko, che ha vinto nel 2004 con 280 punti. Inoltre, 1944 è la prima canzone vincitrice che contiene parole non in lingua inglese a partire dal 2007, quando Molitva di Marija Šerifović, cantata interamente in serbo, ha portato a casa il trofeo per la Serbia.

## Controversie
Le regole dell'Eurovision stabiliscono che è vietato portare canzoni con un palese significato politico (ad esempio, la canzone georgiana del 2009 We Don't Wanna Put In di Stephane & 3G, un chiaro attacco al presidente russo, era stata squalificata nel 2009, anche se la canzone sulla deportazione degli armeni del 2015, Face the Shadow dei Genealogy, è stata ammessa). Tuttavia, il testo di 1944 non fa riferimento alla situazione attuale in Crimea.
Immediatamente dopo l'incoronazione di Jamala a vincitrice in Ucraina, vari politici russi e autorità in Crimea hanno accusato la cantante di voler usare la canzone "per offendere la Russia" e "per sfruttare la tragedia dei tatari per imporre sugli europei la falsa immagine di un presunto maltrattamento dei tatari nella terra russa di Crimea". Il 9 marzo 2016 la Unione europea di radiodiffusione, che si occupa dell'organizzazione dell'Eurovisione, ha confermato su Twitter che non c'era motivo di squalificare la canzone, in quanto né il titolo né il testo contengono discorsi politici.

## Tracce
Download digitale
Testi di Art Antonyan e Jamala, musiche di Jamala.
1. 1944 – 3:00

## Classifiche

### Classifiche settimanali
| Classifica (2016-22) | Posizione massima |
| -------------------- | ----------------- |
| Austria              | 54                |
| Belgio (Fiandre)     | 63                |
| Finlandia            | 64                |
| Francia              | 49                |
| Lituania             | 8                 |
| Svezia               | 46                |
| Svizzera             | 73                |
| Ucraina              | 7                 |
| Ungheria (download)  | 40                |

### Classifiche di fine anno
| Classifica (2016) | Posizione |
| ----------------- | --------- |
| Ucraina           | 18        |
| Classifica (2017) | Posizione |
| Ucraina           | 188       |